# Anomalococcus crematogastri
Anomalococcus crematogastri är en insektsart som beskrevs av Green 1902. Anomalococcus crematogastri ingår i släktet Anomalococcus och familjen Lecanodiaspididae.
Artens utbredningsområde är Sri Lanka. Inga underarter finns listade i Catalogue of Life.